# الرداندة أولاد مالك
الرداندة أولاد مالك هي قرية مغربية،بإقليم بن سليمان . تقع الرداندة أولاد مالك بين الرباط والدار البيضاء، وتضم 4.348 نسمة (إحصاء 2 سبتمبر 2004).